# Armando Ginesi
Armando Ginesi (Jesi, 6 marzo 1938 – Jesi, 13 marzo 2022) è stato un critico d'arte italiano.

## Biografia
Esperto delle avanguardie storiche del Novecento europeo. Professore emerito di Storia dell'Arte, già Ordinario presso l'Accademia di belle arti di Macerata. Abilitato anche all'insegnamento di Estetica.
Ha collaborato con la Biennale di Venezia, con la Bienal Internacional del Deporte en las Bellas Artes di Madrid e di Barcellona e con l'Instituto de Cultura Hispanica di Madrid diretto da Luis Gonzàlez Robles. Console onorario emerito della Federazione Russa nelle Marche.
Autore di oltre 300 pubblicazioni scientifiche (372 sono quelle registrate  presenti nelle biblioteche pubbliche del Servizio Bibliotecario Nazionale dalla Biblioteca Nazionale Centrale di Firenze) e di centinaia di articoli e presentazioni critiche . È stato tradotto più volte in inglese, francese, tedesco, russo, polacco, svedese, finlandese, albanese, arabo, cinese, spagnolo, greco, macedone.
Iscritto all'ordine dei giornalisti dal 1959. Dal 1959 al 1975 ha collaborato con molteplici testate giornalistiche, tra cui: Il Messaggero di Roma, Corriere Adriatico di Ancona, Il Resto del Carlino di Bologna, Il Piccolo di Trieste, il Giornale di Sicilia di Palermo, Il Tirreno di Livorno, Corriere Canadese di Toronto, Il Progresso Italo Americano di New York, Orizzonti di Roma.
Dal 1979 al 1988 ha collaborato, come consulente, con il Governo della Repubblica di San Marino.
In veste di semiologo dell'arte ha pubblicato, per i tipi della casa editrice Domus di Milano, il primo volume al mondo sul tema della dimensione semantica della luce, dal titolo Per una teoria dell'illuminazione dei Beni Culturali (due edizioni in versione italiana, inglese e spagnola).
Per conto della Federico Motta Editore di Milano e di Banca Marche ha pubblicato nel 2006 un volume dedicato alla storia dell'arte contemporanea marchigiana dal titolo Le Marche e il XX secolo. Atlante degli artisti, che ha meritato una menzione speciale al Premio internazionale di storia dell'arte e di critica d'arte "Salimbeni", fondato da Federico Zeri e da Giorgio Zampa.
Per le edizioni "affinità elettive" e "Cattedrale" ha pubblicato nel 2008 il volume Cinquant'anni attorno all'arte. Dalla A alla Z. Grazie ai due volumi citati ha ricevuto, dal Circolo della Stampa di Milano, il Premio Cultura 2008, che l'anno precedente era stato assegnato a Joseph Ratzinger per il suo libro "Gesù di Nazareth". Una terza edizione, arricchita di cento fotografie oltre alle 41 già esistenti, è uscita nel 2011 per le edizioni RB.
È socio Onorario dell'Accademia Imperiale dell'Arte Russa di Mosca. È Presidente Onorario del Festival della "Riviera Russa" e del Festival Internazionale CHORUS INSIDE. Fa parte del Comitato per la valorizzazione e lo studio dell'Arte spagnola contemporanea, istituito presso il Museo Reìna Sofia di Madrid.
Nel dicembre 2008 ha promosso, in qualità di Console Onorario della Federazione Russa, la pubblicazione di un ricco volume di oltre 400 pagine a colori dal titolo Tesori artistico-religiosi delle Marche, in lingua italiana e russa, in cui alla sua firma si è aggiunta quella di Sua Santità Kirill I, Patriarca di Mosca e di tutte le Russie, all'epoca Metropolita di Smolenskij e Kaliningrad.
Nel 2013 ha reso possibile, come Console Onorario della Federazione Russa, i lavori di ripristino restaurativo degli affreschi di Chiesa Nuova di Assisi (la chiesa edificata sopra la casa natale di San Francesco), convincendo l'uomo d'affari Sergey Matvienko di San Pietroburgo a farsi carico di tutti gli oneri economici.
Nel maggio 2014 ha presentato, presso il Museo Nazionale Russo di San Pietroburgo, la grande antologica dedicata a Zourab Tsereteli con un saggio dal titolo "Radici russe e internazionalità nell'espressione artistica di Tsereteli".
Ottobre 2014. Insignito del grado di Cavaliere di Gran Croce ad Honorem del Sacro Ordine Imperiale Militare Nemagnico Angelico Costantiniano di San Giorgio e Santo Stefano di Rito Orientale nonché del titolo di Nobiluomo d'Onore della Casa Imperiale e Reale Picco Lavarello Comneno Paleologo Obrenovic di Costantinopoli e di Serbia.
Giugno 2015. Nella Sala della Protomoteca del Campidoglio a Roma, nell'ambito della XXX edizione del "Marchigiano dell'anno", ha ricevuto il Premio alla Carriera con una medaglia concessa dal Presidente della Repubblica.
Agosto 2015. A Castelraimondo (MC) Premio il Cassero d'Argento per la Cultura.
Settembre 2015 . A Spello (Perugia) Premio Internazionale CONSTANTINUS MAGNUS (sezione Arte e Cultura), insieme a Brunello Cucinelli e al Comune di Lampedusa
Novembre 2015 . A Pesaro Premio Raffaello (con Renato Barilli) per la Storia dell'Arte contemporanea.
Gennaio 2016 - Roma, Centro di Scienza e Cultura Russo in Italia. Riceve il Premio "Triumph International" per la Diplomazia da parte dell'Università Russa dell'Amicizia tra i Popoli (RUDN) di Mosca. Assieme a lui sono premiati: per la categoria Arte e Cultura: Ennio Morricone, Michele Placido, James Vaughan, Robertino Loreti; per la categoria Diplomazia: Vittorio Torrembini; per l'Istruzione: L'Università di Roma "La Sapienza"; per l'Economia: Gimmi Baldinini; Interfides Assicurazioni; Alessandro Cabella; per il Giornalismo: Evgenij Abov; Alexey Bukalov; Sergei Iezouitov; Giovanni Masotti.
Aprile 2016 - Roma, Ambasciata della Federazione Russa - Insignito della Medaglia al Merito della Collaborazione col Ministero degli Esteri della Federazione Russa (158.mo nel mondo).
Maggio 2016 - Pesaro Premio alla Carriera da parte dell'Associazione Internazionale di Cultura, Arte e Informazione "Verbumlandi Art".
Novembre 2016 - Roma. Basilica di San Vitale. Insignito del titolo dinastico nobiliare di Patrizio Bizantino, con facoltà di trasmetterlo ai primogeniti in linea maschile e femminile, dalla Casa Reale e Imperiale Picco Lavarello Obrenovich di Serbia, Bosnia e Costantinopoli.
Novembre 2016 - Roma - Complesso Monumentale di San Salvatore in Lauro. Nominato Accademico Onorario dell'Accademia Angelico-Costantiniana presieduta dal Principe Alessio Ferrari Angelo-Comneno di Tessaglia. 
Ottobre 2018 - Nominato Socio Onorario dell'UNIMRI (Unione Nazionale degli Insigniti dell'Ordine al Merito della Repubblica Italiana) e come tale inserito nell'Albo d'Oro dell'Unione, col numero due, dopo identica benemerenza assegnata nel 2016 a Mr. John Shirley, reduce dello sbarco a Nettuno). 
Maggio 2019 - Nominato componente del Comitato d'Onore della XXVII edizione del Premio Internazionale per i Dialoghi fra i Popoli e le loro Culture "San Francesco e Chiara di Assisi". 
Aprile 2020. Nominato Membro d'Onore della Fondazione Internazionale Papa Clemente XI - Albani di Tirana.
Agosto 2020 - Pubblica "La concezione dell'arte di Armando Ginesi" libro intervista di Gabriele Bevilacqua per i tipi del gruppo editoriale "Albatros" di Roma. 
Novembre 2020. Cura, per i tipi della "Academia Universitas Press",  il volume di autori vari "Polisemantica della rosa".  
Dicembre 2021. Esce il suo volume "Pensieri pensati", edizioni Mezzelane.    
Si è spento all'età di 84 anni dopo una lunga malattia.